# Electronic Entertainment Expo

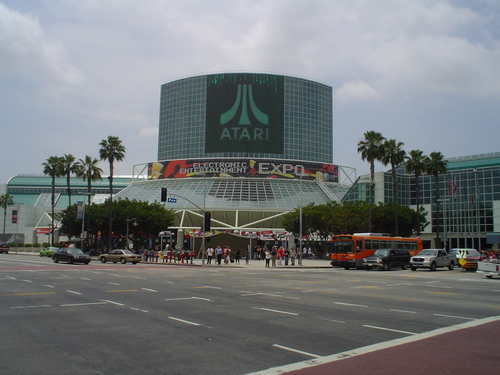
Los Angeles Convention Center

De Electronic Entertainment Expo, beter bekend als de E3, was een jaarlijkse vakbeurs voor de computerspelindustrie om de nieuwste ontwikkelingen te presenteren. De beurs was alleen toegankelijk voor professionals uit de industrie, journalisten, en speciaal uitgenodigde gasten. Sinds 2007 was de E3 alleen nog maar te bezoeken met een uitnodiging, in tegenstelling tot de jaren daarvoor. De verschillende uitgevers kwamen met de laatste nieuwe games, bètaversies van games die nog in ontwikkeling zijn. Nieuwe consoles werden er voorgesteld zoals dat gebeurde bij de PlayStation 4, PlayStation Portable, PlayStation Vita, Wii, Wii U en de Xbox One. Ook werden sinds 1998 elk jaar de "Game Critics Awards" uitgereikt aan de "Best of E3" games in verscheidene categorieën.
De expo ging niet door tijdens de coronajaren en ook in 2022 en 2023 ging de expo niet door. Eind 2023 werd bekend dat de expo definitief stopt.

## Geschiedenis
Voor de E3 hielden de meeste videogame ontwikkelaars hun eigen shows om nieuwe producten te laten zien, zoals de European Computer Trade Show en de
Consumer Electronics Show. De E3 had als opzet om al deze ontwikkelaars te verenigen in één show.
De eerste E3 werd georganiseerd door de Digital Software Association (nu beter bekend als de Entertainment Software Association). Deze E3 viel samen met de start van de nieuwe generatie consoles, bijvoorbeeld de lancering van de Sega Saturn, de aankondiging van de PlayStation, Virtual Boy en de Neo-Geo CD. Specificaties van de Nintendo Ultra 64 (later hernoemd naar de Nintendo 64) waren ook bekendgemaakt, maar de hardware was toen nog niet te bezichtigen. Het evenement vond plaats van 11 tot 13 mei 1995 in Los Angeles, California. Belangrijke sprekers tijdens de eerste beurs waren Sega of America-baas Thomas Kalinske, Sony Electronic Publishing-baas Olaf Olafsson en Nintendo's Howard Lincoln.

## Verandering E3 in 2007 en 2008
De E3 werd eerst altijd in de derde week van mei gehouden in het Los Angeles Convention Center, Los Angeles. In 2007 wordt de show voor het eerst gehouden in Santa Monica (Californië), van 11 tot 13 juli. Dit werd besloten nadat op 31 Juli 2006, door de ESA in een persconferentie werd aangekondigd dat de E3 grondig herzien zou worden. Deze herziening om de E3 wat kleinschaliger te organiseren werd gedaan op het verzoek van de grote namen van de videogame industrie, zoals: Nintendo, Microsoft, Sony, Electronic Arts en Ubisoft.
Hoewel de opzet altijd al was om alleen professionals in de computerspelindustrie toe te laten, groeide deze doelgroep zelf door de toename in het grote aantal bloggers en andere bezoekers die geen (directe of professionele) relatie hadden met de industrie. De meeste bloggers werden in 2007 volledig geweerd, omdat de E3 alleen nog maar met een uitnodiging te bezoeken was.
Hetzelfde formaat werd aangehouden voor de editie van 2008. In 2009 keerde E3 evenwel terug naar het oorspronkelijk formaat en het Los Angeles Convention Center.